# Friedrich Soennecken
Friedrich Soennecken (Iserlohn, 20 settembre 1848 – Bonn, 2 luglio 1919) è stato un inventore e imprenditore tedesco.

## Biografia
Soennecken nacque a Iserlohn-Dröschede, nel Sauerland nel 1848, figlio di un fabbro. Il 27 maggio 1875 fondò la F. Soennecken Verlag, un'impresa commerciale a Remscheid, Vestfalia. La sua principale invenzione è la "calligrafia circolare" uno stile calligrafico. La scrittura circolare venne progettata per essere uno stile di calligrafia visivamente accattivante e facile da imparare ed eseguire Soennecken pubblicò dei libri sull'argomento in diverse lingue.
Anche Soennecken introdusse il punzone a due fori e il raccoglitore ad anelli. Nel 1876, con la sua compagnia, si trasferì a Poppelsdorf, vicino a Bonn, per essere più vicino all'Università che in seguito gli assegnò il titolo onorifico Dr. med. h. c ..